# انقلاب شمسي

الشكل 1: طول النهار يوم 21 يونيو في أنحاء مختلفة لخطوط العرض. تلاحظ أن النهار يبقي لمدة 6 أشهر عند القطب الشمالي في الصيف، ويبقي الليل لمدة 6 أشهر عند القطب الجنوبي.

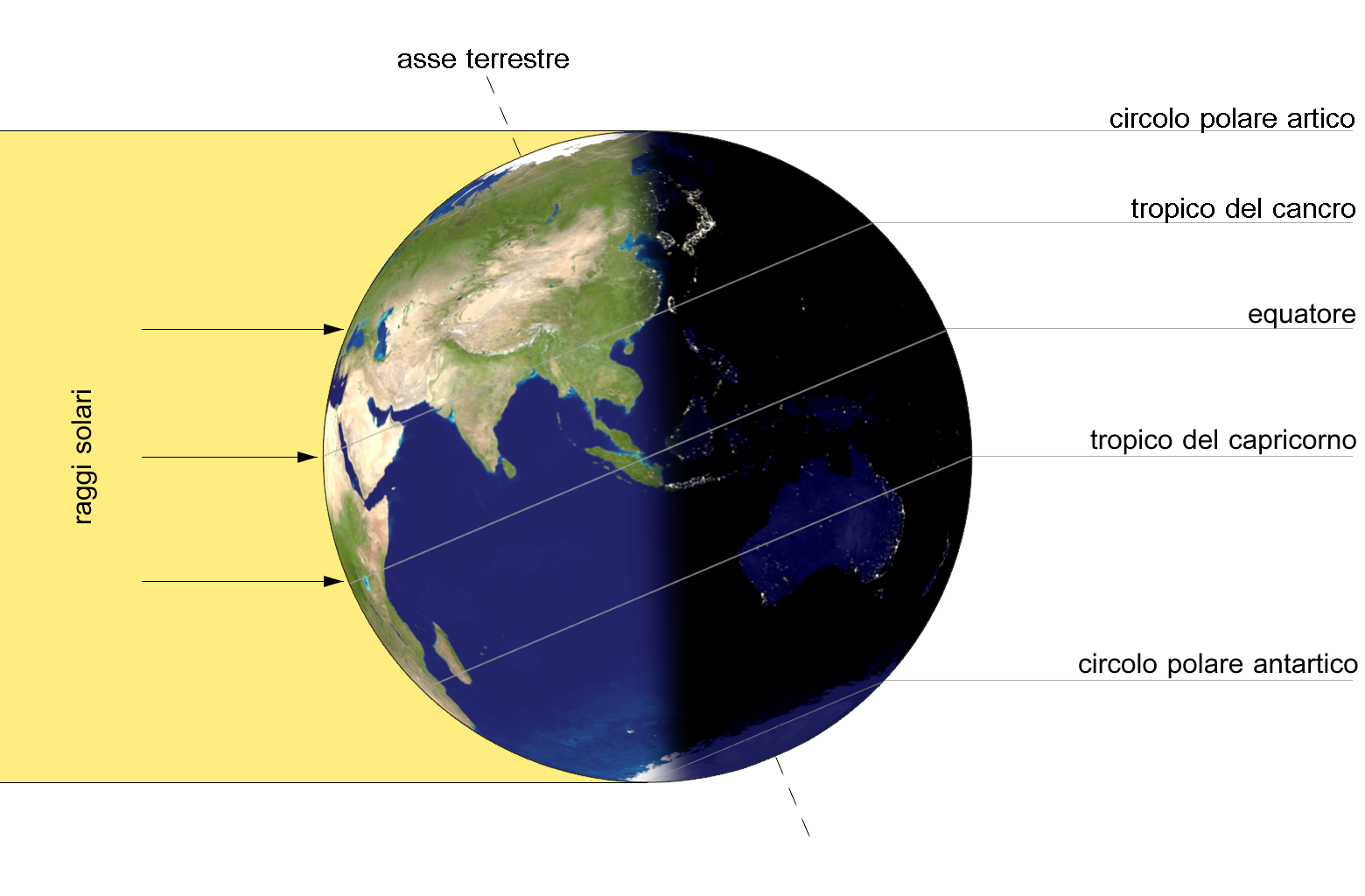
الإضاءة الشمسية في النصف الشمالي من الكرة الأرضية - انقلاب الشمس الصيفي

الانقلاب الشمسي  يحدث مرتين في السنة. يحدث الانقلاب الشمسي الشتوي  في نصف الكرة الارضية الشمالي يوم 21 أو 22 ديسمبر حيث تصل الشمس إلى أدنى ارتفاع خلال الظهر فوق الأفق. أما الانقلاب الشمسي الصيفي فيحدث يوم 21 يونيو في نصف الكرة الارضية الشمالي حيث تكون الشمس في أعلى ارتفاع لها ظهرا فوق الأفق.
وتكون الأوضاع بالنسبة إلى نصف الكرة الأرضية الجنوبي بالعكس، بينما يكون في نصف الكرة الشمالي شتاء يكون صيفا في نصف الكرة الأرضية الجنوبي، وإذا كان صيفا في نصف الكرة الشمالي يكون شتاء في نصف الكرة الأرضية الجنوبي.
هذا بسبب ميل محور دوران الأرض حول محورها بزاوية نحو 3و23 درجة بالنسبة إلى مستوي مدارها حول الشمس (أنظر الرسم).
تكون الشمس عمودية يوم 21 يونيو على مدار السرطان (وهو خط دائرة عرض 3و23 درجة شمال خط الاستواء) وابتداء من يوم 22 تتحرك عموديتها جنوبا رويدا رويدا خلال الصيف إلى أن تصبح عمودية على خط الاستواء. ثم تتعداه جنوبا حتى تصبح عمودية على مدار الجدي ظهرا (وهو دائرة عرض 3و23 درجة جنوبا ) يوم 21 ديسمبر. عندما تكون أشعة الشمس عمودية على مدار السرطان أي في 21 يونيو نقول أن الصيف قد بدأ في نصف الكرة الشمالي، وبالتالي يكون بداية فصل الشتاء في الجنوب. لهذ الاصطلاح «انقلاب» من الربيع إلى الصيف، وعندما تكون الشمس عمودية على مدار الجدي في 21 ديسمبر نقول أن الشتاء قد بدأ في نصف الكرة الأرضية الشمالي، ويكون الانقلاب صيفيا لدى نصف الكرة الأرضية الجنوبي.

## النهار والليل

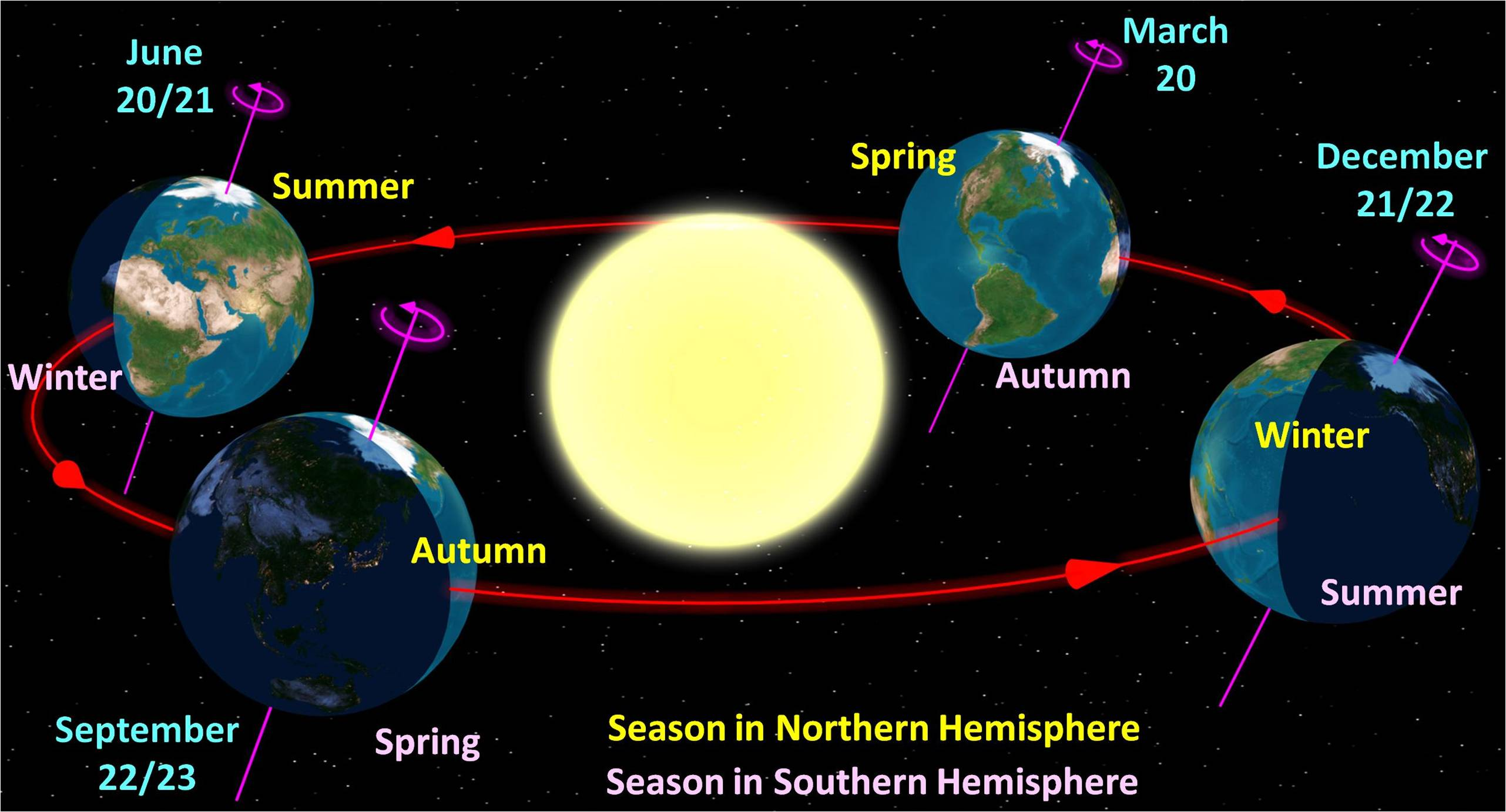
دورة الأرض حول الشمس. إلى اليسار: صيف في نصف الكرة الأرضية الشمالي. إلى اليمين : شتاء في نصف الكرة الأرضية الشمالي. هذا بسبب ميل محور دوران الأرض (بنفسجي) بالنسبة لمدارها حول الشمس. ميل المحور بالنسبة للعمودي على المدار حول الشمس مقداره 23,4 درجة (قارن الشكل 1).

يطول النهار في نصف الكرة الشمالي صيفاً ويقصر الليل، الصورة العليا توضح ذلك. فهي تمثل الحال يوم 21 يونيو. أشعة الشمس تكون عمودية على مدار السرطان ويستمر النهار 5 و 13 ساعة ويقصر الليل. ونرى أن النهار عند مدار الجدي في نفس اليوم يكون قصيراً (10 ساعات) ويطول الليل. وينعكس هذا الحال خلال الشتاء، حيث يقصر النهار في نصف الكرة الأرضية الشمالي ليكون 10 ساعات ويطول الليل. عندئذ يكون النهار فوق مدار الجدي نحو 5 و 13 ساعة ويقصر لدى سكانه الليل.
وطبقاً للشكل الذي يمثل وضع الأرض بالنسبة للشمس يوم 21 يونيو عندما يبدأ الصيف في نصف الكرة الأرضية الشمالي، نجد أن النهار يزداد طولا كلما انتقلنا من خط عرض شمالي شمال مدار السرطان. فيصل النهار إلى 24 ساعة عند دائرة عرض 66.5 درجة، أي لا يرى سكان تلك المنطقة الليل. وشمالاً منها حتى القطب الشمالي يطول النهار حتى يصبح 6 أشهر ولا يُرى هناك ليل في الصيف. تنعكس الحالة خلال الشتاء، على دائرة عرض 66.5 شمالاً يطول الليل إلى 24 ساعة ويختفي النهار، وشمالاً عن هذا الخط يصبح ليلاً لمدة 6 أشهر. والعكس بالعكس بالنسبة لنصف الكرة الأرضية الجنوبي.
عندما تزور مدينة مثل ستوكهولم صيفاً تستطيع قراءة كتاب في الخلاء حتى الساعة العاشرة مساءً، إذ تكون الشمس لا تزال في السماء.

على خط الاستواء، يتساوي الليل والنهار دائماً بصرف النظر عن الفصل السنوي، ولهذا يسمى خط الاستواء. في الربيع (23 مارس) والخريف (23 سبتمبر) تكون الشمس عمودية على خط لاستواء.

## التقويم
| يوم وزمان (UT) اعتدالان وانقلابان على الأرض | يوم وزمان (UT) اعتدالان وانقلابان على الأرض | يوم وزمان (UT) اعتدالان وانقلابان على الأرض | يوم وزمان (UT) اعتدالان وانقلابان على الأرض | يوم وزمان (UT) اعتدالان وانقلابان على الأرض | يوم وزمان (UT) اعتدالان وانقلابان على الأرض | يوم وزمان (UT) اعتدالان وانقلابان على الأرض | يوم وزمان (UT) اعتدالان وانقلابان على الأرض | يوم وزمان (UT) اعتدالان وانقلابان على الأرض |
| زمان                                        | الاعتدال الربيعي                            | الاعتدال الربيعي                            | الانقلاب الصيفي                             | الانقلاب الصيفي                             | الاعتدال الخريفي                            | الاعتدال الخريفي                            | الانقلاب الشتوي                             | الانقلاب الشتوي                             |
| شهر                                         | مارس                                        | مارس                                        | يونيو                                       | يونيو                                       | سبتمبر                                      | سبتمبر                                      | ديسمبر                                      | ديسمبر                                      |
| سنة                                         |                                             |                                             |                                             |                                             |                                             |                                             |                                             |                                             |
| سنة                                         | يوم                                         | ساعة                                        | يوم                                         | ساعة                                        | يوم                                         | ساعة                                        | يوم                                         | ساعة                                        |
| ------------------------------------------- | ------------------------------------------- | ------------------------------------------- | ------------------------------------------- | ------------------------------------------- | ------------------------------------------- | ------------------------------------------- | ------------------------------------------- | ------------------------------------------- |
| 2017                                        | 20                                          | 10:28:38                                    | 21                                          | 04:24:09                                    | 22                                          | 20:02:48                                    | 21                                          | 16:28:57                                    |
| 2018                                        | 20                                          | 16:15:27                                    | 21                                          | 10:07:18                                    | 23                                          | 01:54:05                                    | 21                                          | 22:23:44                                    |
| 2019                                        | 20                                          | 21:58:25                                    | 21                                          | 15:54:14                                    | 23                                          | 07:50:10                                    | 22                                          | 04:19:25                                    |
| 2020                                        | 20                                          | 03:50:36                                    | 20                                          | 21:44:40                                    | 22                                          | 13:31:38                                    | 21                                          | 10:02:19                                    |
| 2021                                        | 20                                          | 09:37:27                                    | 21                                          | 03:32:08                                    | 22                                          | 19:21:03                                    | 21                                          | 15:59:16                                    |
| 2022                                        | 20                                          | 15:33:23                                    | 21                                          | 09:13:49                                    | 23                                          | 01:03:40                                    | 21                                          | 21:48:10                                    |
| 2023                                        | 20                                          | 21:24:24                                    | 21                                          | 14:57:47                                    | 23                                          | 06:49:56                                    | 22                                          | 03:27:19                                    |
| 2024                                        | 20                                          | 03:06:21                                    | 20                                          | 20:50:56                                    | 22                                          | 12:43:36                                    | 21                                          | 09:20:30                                    |
| 2025                                        | 20                                          | 09:01:25                                    | 21                                          | 02:42:11                                    | 22                                          | 18:19:16                                    | 21                                          | 15:03:01                                    |
| 2026                                        | 20                                          | 14:45:53                                    | 21                                          | 08:24:26                                    | 23                                          | 00:05:08                                    | 21                                          | 20:50:09                                    |
| 2027                                        | 20                                          | 20:24:36                                    | 21                                          | 14:10:45                                    | 23                                          | 06:01:38                                    | 22                                          | 02:42:04                                    |
|                                             | مارس                                        | مارس                                        | يونيو                                       | يونيو                                       | سبتمبر                                      | سبتمبر                                      | ديسمبر                                      | ديسمبر                                      |

تدور الأرض حول الشمس دورة واحدة خلال 365,2422 يوم. لهذا نحسب السنة 365 يوما وفي السنة الكبيسة - كل أربعة سنوات - نحسبها 366 يوم. السنوات الكبيسة القادمة 2020 و 2024 و 2028 وهكذا. ومع ذلك يبقى فرق قدره نحو 01و0 يوم سنويا بين التقويم وزمن الدورة الحقيقية للأرض حول الشمس.
في نصف الكرة الشمالي يحدث الانقلاب الصيفي حاليا يوم 21 يونيو. وخلال القرن العشرين فكان يحدث أحيانا يوم 22 يونيو. هذ بسبب الفرق بين زمن التقويم و زمن اتمام الأرض دورتها حول الشمس. ويراعي التقويم الجريجوري بابتكارة التصحيح الزمني كل فترة، ومن دونه لانزاح التاريخ 7 أو 8 أيام كل 1000 سنة.
يحدث الانقلاب الصيفي طبقا لتوقيت وسط أوروبا حاليا يوم 21 يونيو. وسوف يحدث في عام 2020 لأول مرة ثم يتكرر ذلك في يوم 20 يونيو. كما حسب العلماء حدوث الانقلاب الشتوي حاليا طبقا لتوقيت وسط أوروبا MEZ يوم 21 و 22 ديسمبر بنفس المعدل، ثم يزيد معدل حدوثه يوم 21 بعد ذلك. وبعد عام 2100 يتساوى حدوثه في يومي 21 و 22 ديسمبر حيث أن سنة 2100 ليست سنة كبيسة.
تجد تفاصيل أكثر في فصول السنة

## اقرأ أيضا
- تقويم ميلادي
- فصول السنة
- مدار السرطان
- مدار الجدي
- خط الاستواء